# Rue Le Brun
Die Rue Le Brun ist eine Straße im Quartier de la Salpêtrière im 13. Arrondissement von Paris

## Lage
Die Straße beginnt beim Boulevard Saint-Marcel und führt zur Avenue des Gobelins. 

## Namensursprung
Die Straße ist nach dem Maler und Dekorateur Charles Le Brun benannt, denn sie führt auf die Gobelin-Manufaktur zu, dessen erster Direktor er war.

## Geschichte
Diese Straße ist ein Teil der ehemaligen Rue des Fossés Saint-Marcel, die 1867 von ihrem Abschnitt südlich des Boulevard Saint-Marcel abgetrennt wurde und so zur heutigen Straße wurde. Der Straßenlauf entspricht etwa dem Graben entlang einer ehemaligen Mauer, die Mitte des 14. Jahrhunderts 150 Meter südlich zum Schutz der Siedlung Saint-Marcel angelegt wurde, die bis 1724 als selbständiger Ort außerhalb von Paris lag.
Nach dem Abriss der Mauer, deren Gräben 1557 und 1561 zugeschüttet wurden, hieß die Straße „Rue des Hauts Fossés Saint-Marcel“.

## Sehenswürdigkeiten
- Nr. 20: Hinter dem Eingang liegt der Pavillon Jean de Julienne aus dem 18. Jahrhundert, der 1962 unter Denkmalschutz gestellt wurde.[4] Dieses Gebäude wurde 1727 für den Unternehmer Jean de Julienne erbaut. Die Gärten dieses Pavillons erstreckten sich bis zu den Läden der Tuch- und Scharlachfarbenfabrik in der Rue de la Reine Blanche.

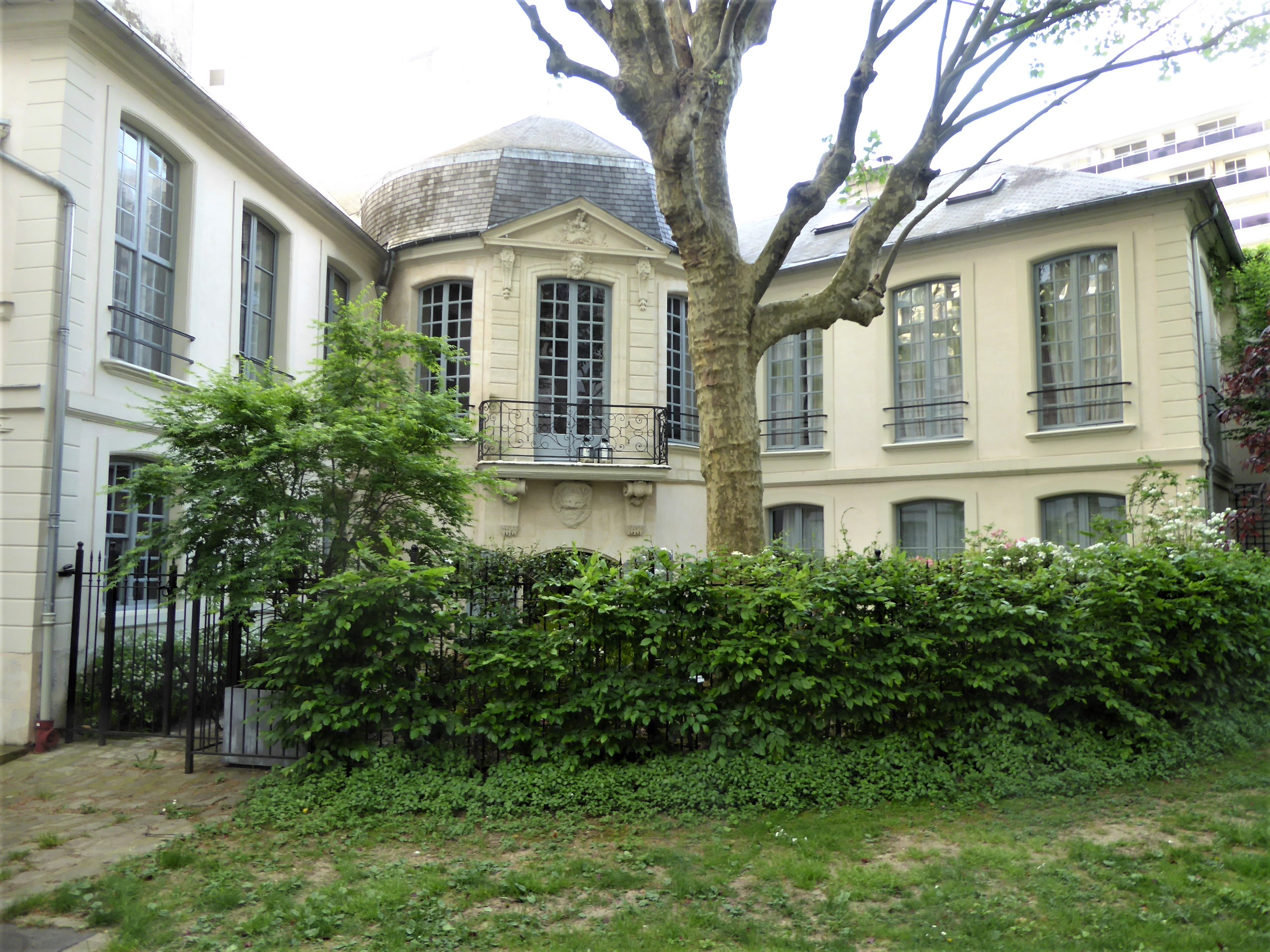
Folie de Julienne, Gesamtansicht
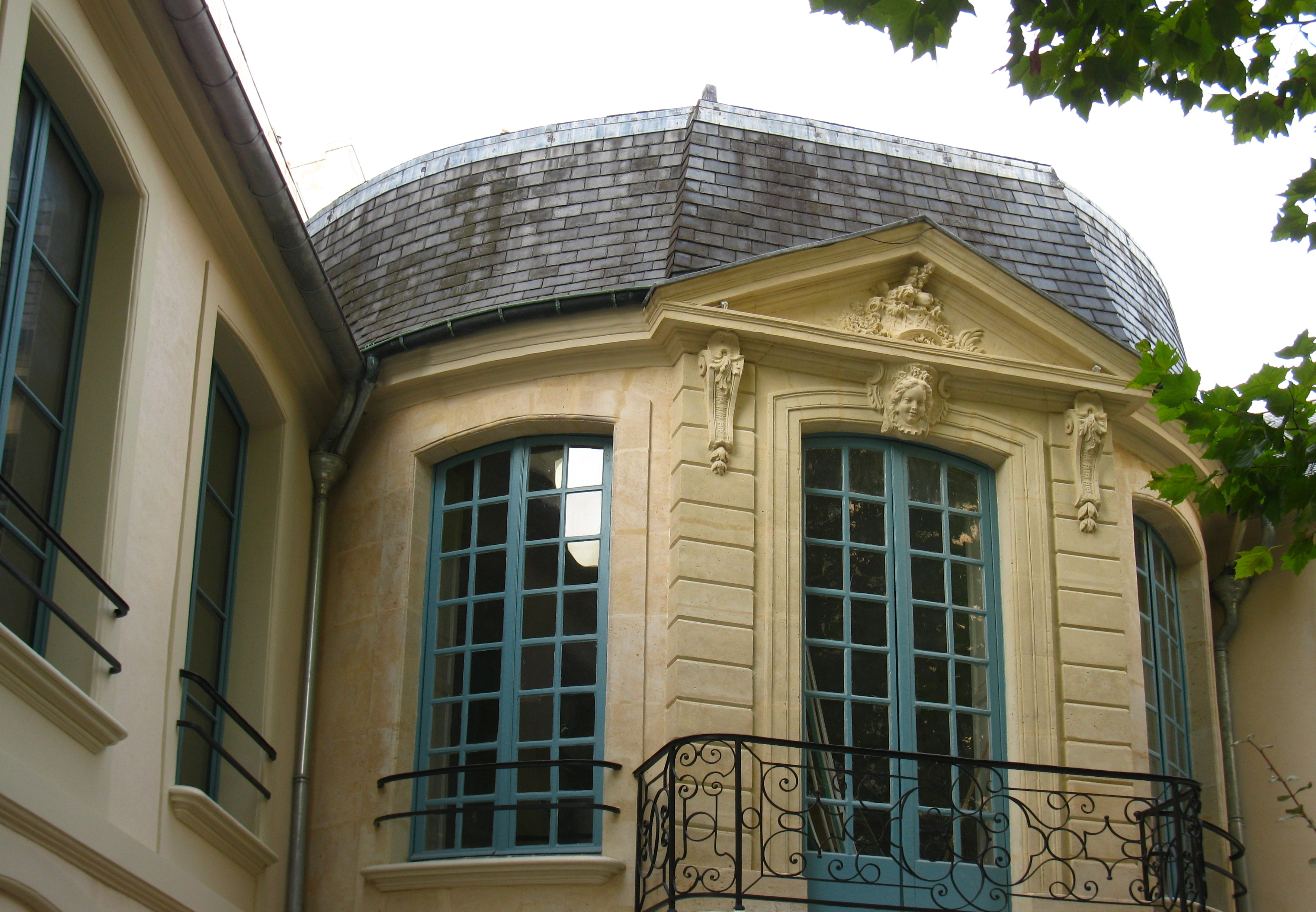
Erste Etage des Pavillon Jean de Julienne

- Nr. 29: Centre de bus RATP de Lebrun (Régie autonome des transports Parisiens, Lebrun)
- Die Straße endet gegenüber dem Eingang zur Gobelin-Manufaktur